# Анхипил
Анхипил (др.-греч. Ἀγχίπυλος), также Анхимол — древнегреческий философ из элидской школы IV века до н. э.
Анхипил был учеником Федона, самого младшего из последователей Сократа, который по возвращении на родину основал собственную элидскую философскую школу. Согласно современным оценкам, учение данной школы, в целом, не было оригинальным, представляло собой эклектическую смесь из положений других философских школ, прежде всего мегарской и кинической.
О жизни и учении Анхипила практически ничего не известно. Лишь Афиней с отсылкой на Гегесандра писал, что «элидские софисты Анхимолон и Мосх», хоть всю жизнь пили лишь воду, которую заедали смоквами, отличались физическим здоровьем.
Диоген Лаэртский упоминал Анхипила из школы Федона, к которому приехали на обучение в Элиду Асклепиад и Менедем из Эретрии, будущий глава элидской философской школы, которая после возвращения Менедема в родной город стала называться эретрийской или элидо-эретрийской.